# Andrzej Frycz Modrzewski

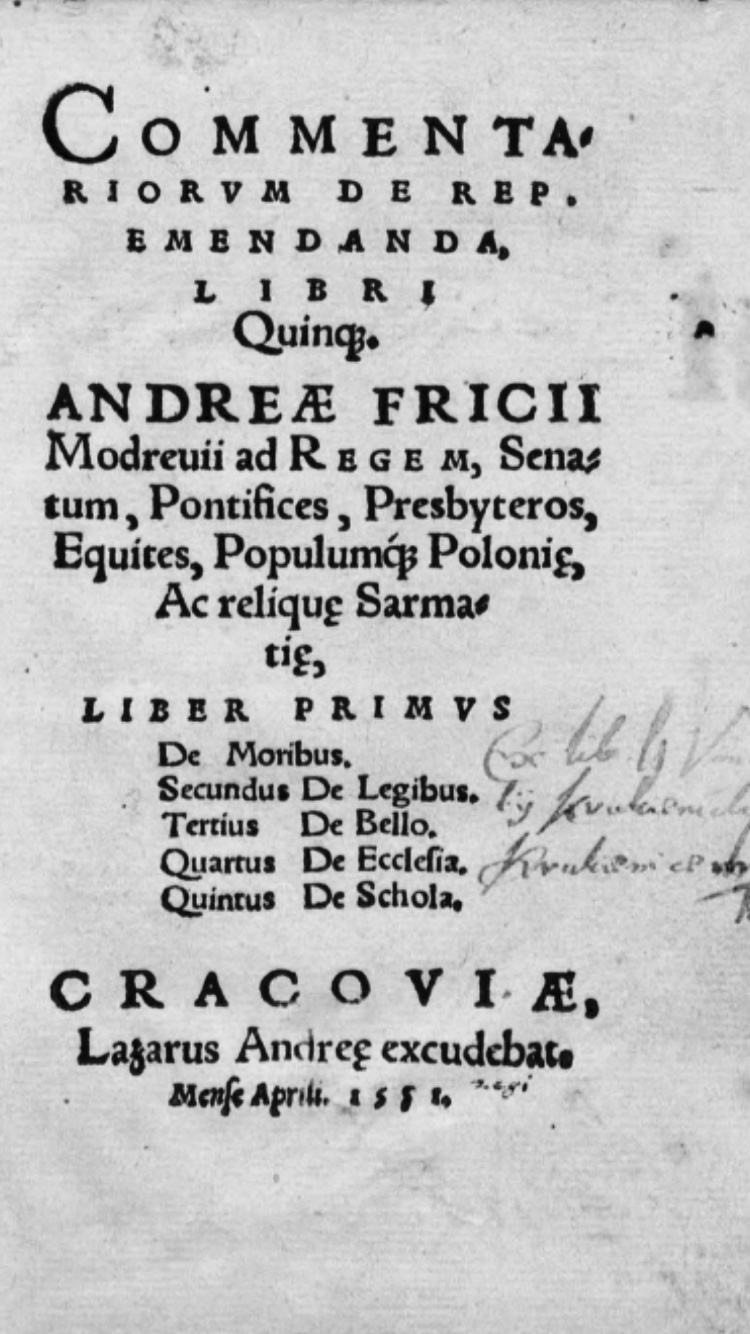
Strona tytułowa pierwszego wydania De Republica emendanda z 1551, egzemplarz z prywatnej biblioteki króla Zygmunta Augusta

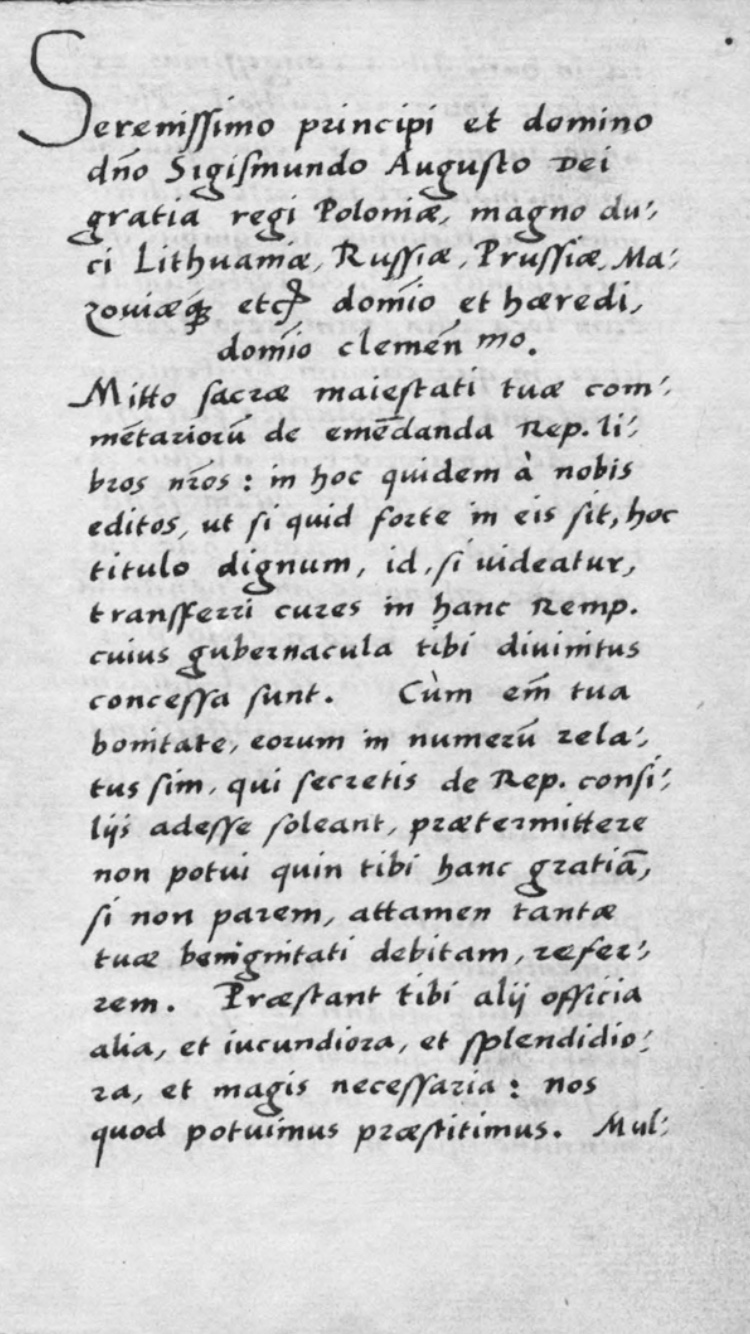
Autograf listu Modrzewskiego do króla Zygmunta Augusta

Andrzej Frycz Modrzewski, właśc. Andrzej Piotr Modrzewski herbu Jastrzębiec (ur. 20 września 1503 w Wolborzu, zm. 1572 tamże) – polski pisarz polityczny okresu renesansu, sekretarz królewski.

## Życiorys
Był synem Jakuba, dziedzicznego wójta wolborskiego, używającego przydomka „Fricz”. Przydomek ów pochodził od drugiego imienia jego dziadka, Andrzeja Fryderyka, wywodzącego się prawdopodobnie ze Śląska. Mając 11 lat, Andrzej Modrzewski wyjechał do Krakowa by zostać uczniem tamtejszej szkoły parafialnej. Na studia do Akademii Krakowskiej zapisał się w 1517 roku wpłacając na immatrykulację 2 gr. Studia ukończył dwa lata później poprzestając na stopniu bakałarza, który otrzymał 13 grudnia 1519. Uczył się również w Wittenberdze, gdzie wpłynęły na niego idee reformacyjne.
Około roku 1522 przyjął niższe święcenia kapłańskie i pracował w kancelarii prymasa Jana Łaskiego. Od 1547 był sekretarzem Zygmunta I Starego. W 1553 roku został wójtem Wolborza. Uczęszczał potajemnie m.in. wraz z kanonikiem Jakubem Uchańskim na tajne dysputy teologiczne w duchu różnowierczym organizowane przez spowiednika Bony Franciszka Lismanina.
W uwzględnieniu wiernych jego zasług i wyjątkowej nauki król Zygmunt August podwyższył mu w 1555 roku uposażenie roczne do 200 zł, a rok później (6 grudnia 1556 roku) na sejmie warszawskim, wziął Andrzeja Frycza Modrzewskiego w opiekę wydając mu list żelazny.
Pomimo przynależności do stanu duchownego, w 1560 wziął ślub z Jadwigą Kamieńską, kuzynką Andrzeja Ciesielskiego, z którym się przyjaźnił. To wykroczenie, a także działalność reformatorska, spowodowały utratę wójtostwa wolborskiego (dziedziczność funkcji spłacił biskup włocławski) w 1569 roku. Pod koniec życia zbliżył się do radykalnego skrzydła polskich protestantów – braci polskich.
Z Jadwigą z Kamienia Kamieńską miał trójkę dzieci: Andrzeja, Elżbietę i Łucję. W drodze zakupu, stał się właścicielem majątków Małecz i Skrzynki, położonych w sąsiedztwie miejsca jego urodzenia. Zmarł na morowe powietrze jesienią 1572 roku w Wolborzu. Spoczął najprawdopodobniej w Małczu, w potajemnym pochówku, z uwagi na podejrzenia o herezję. Jest to współcześnie przeważająca opinia. Jego grób nie został odnaleziony.

## Poglądy i twórczość
Najbardziej znane jego dzieło to napisane po łacinie De Republica emendanda (O naprawie Rzeczypospolitej, 1551). Rozprawa została też przełożona na język niemiecki i opublikowana w Krakowie i Bazylei. Dzieło składa się z pięciu ksiąg:
- De moribus (O obyczajach)
- De legibus (O prawach)
- De bello (O wojnie)
- De Ecclesia (O Kościele)
- De schola (O szkole)

W traktacie zawierającym dogłębną analizę ustroju Polski, domagał się w księdze O Kościele uregulowania stanowiska Kościoła w Polsce, utworzenia kościoła narodowego, podporządkowanego państwu, uniezależnionego od papiestwa. Krytykując zwierzchnictwo papieskie nad Polską używał argumentów, cyt. Papieże...podstawiając wszystkim nogi do całowania, każą wypełniać swoje rozkazy i polecenia, jakby one pochodziły z tajemnych planów bożych...i zapomniawszy o tym, że są tylko ludźmi, pragną, by im przyznawano tytuły i cześć niemal boską.
Tekst poświęcony Kościołowi został przez władze kościelne uznany za heretycki, dlatego dzieło Frycza znalazło się w 1603 roku w pierwszym polskim Indeksie Ksiąg Zakazanych powstałym z inicjatywy biskupa Bernarda Maciejowskiego, a pierwsze jej wydanie ukazało się bez dwóch ostatnich ksiąg.
W dziedzinie polityki Modrzewski był człowiekiem nadzwyczaj postępowym, a czasami nawet utopijnym w kontekście ówczesnego utartego i niewzruszalnego europejskiego kształtu politycznego. To właśnie Modrzewski rzucił jako pierwszy pomysł równości wobec prawa. Postulował zrównanie wszystkich grup społecznych (szlachty, mieszczaństwa i chłopstwa) w prawach. Przerósł tym wszystkich współczesnych w całej Europie, w tym np. Jeana Bodina, który postulat Modrzewskiego o równości wobec prawa odrzucał jako szczyt niedorzeczności. Opowiadał się za protekcjonizmem w gospodarce, opieką państwa nad ubogimi i publicznym szkolnictwem. Krytykował ustrój feudalny oraz wyzysk i poddaństwo chłopów. Domagał się ostrzejszych kar za zabójstwo oraz karania śmiercią nawet za kradzież. Sprzeciwiał się wojnom zaborczym.
Pisał również renesansowe mowy publicystyczne, takie jak:
- Lascius, sive de poena homicidii (Łaski, czyli o karze za mężobójstwo, Kraków, 1543) – rozprawa atakująca nierówność kar za zabójstwo, przewidywanych przez polskie prawo dla przedstawicieli różnych stanów, co faworyzowało szlachtę – idee te częściowo uwzględniły Statuty litewskie[8].
- Oratio Philalethis peripatetici (1545) – o prawo do nabywania dóbr ziemskich dla mieszczan.

Inne dzieła:
- Sylvae quatuor[9] (Sylwy cztery), Raków, 1590 – rozprawy teologiczne

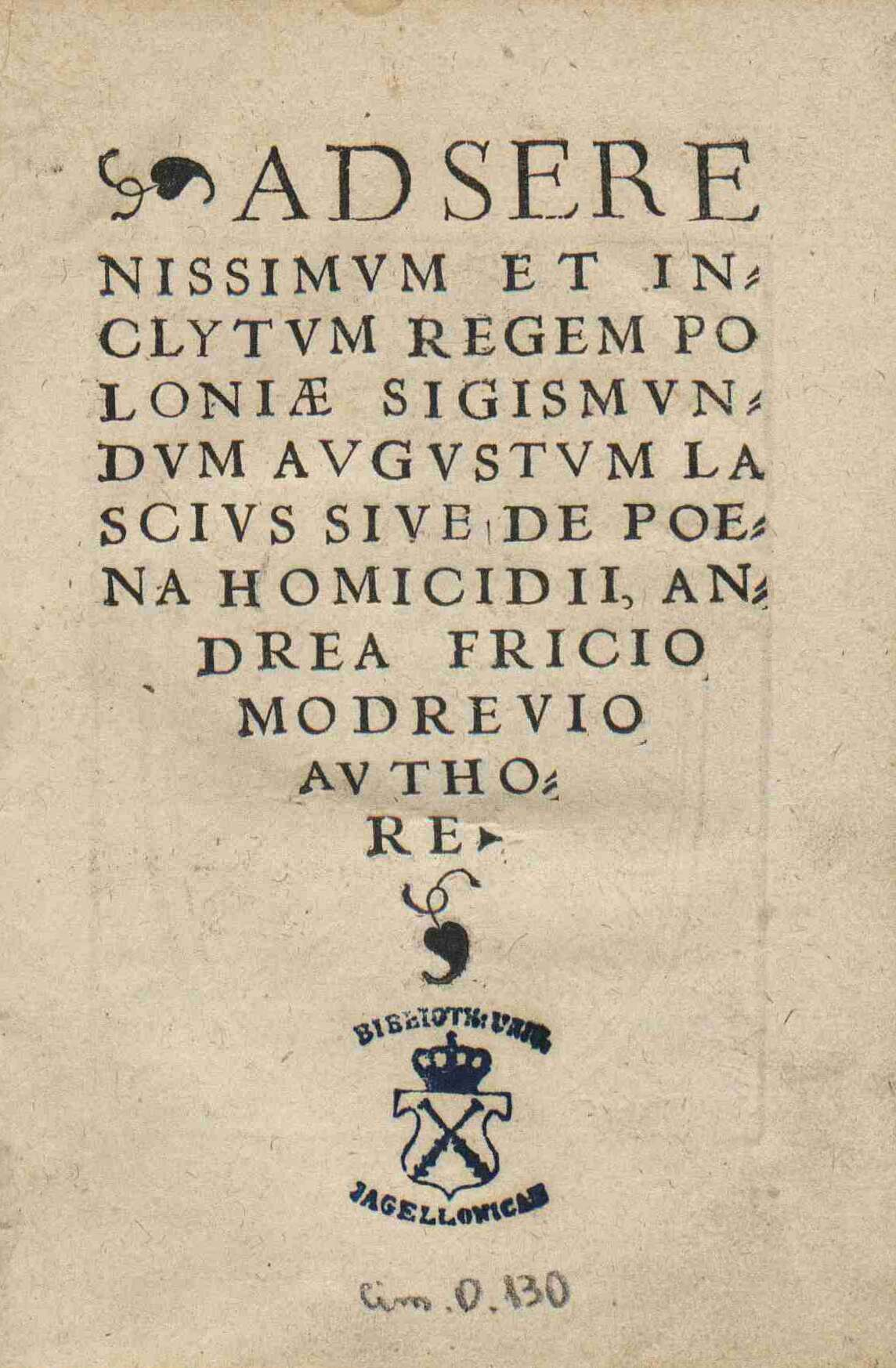
Ad Serenissimum et Inclytum Regem Poloniae Sigismundum Augustum 1543
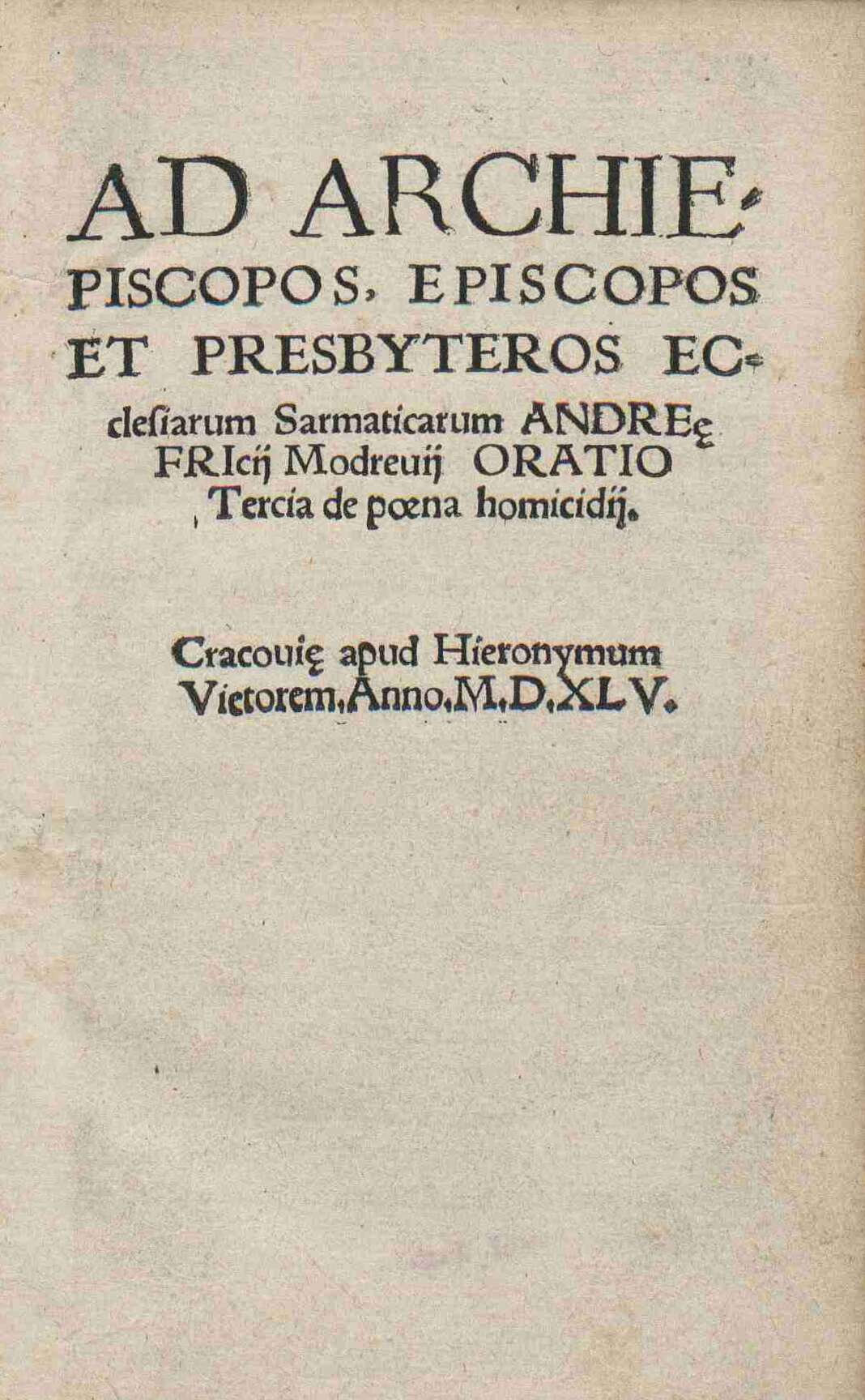
Ad Archiepiscopos, Episcopos et Presbyteros Ecclesiarum Sarmaticarum 1545
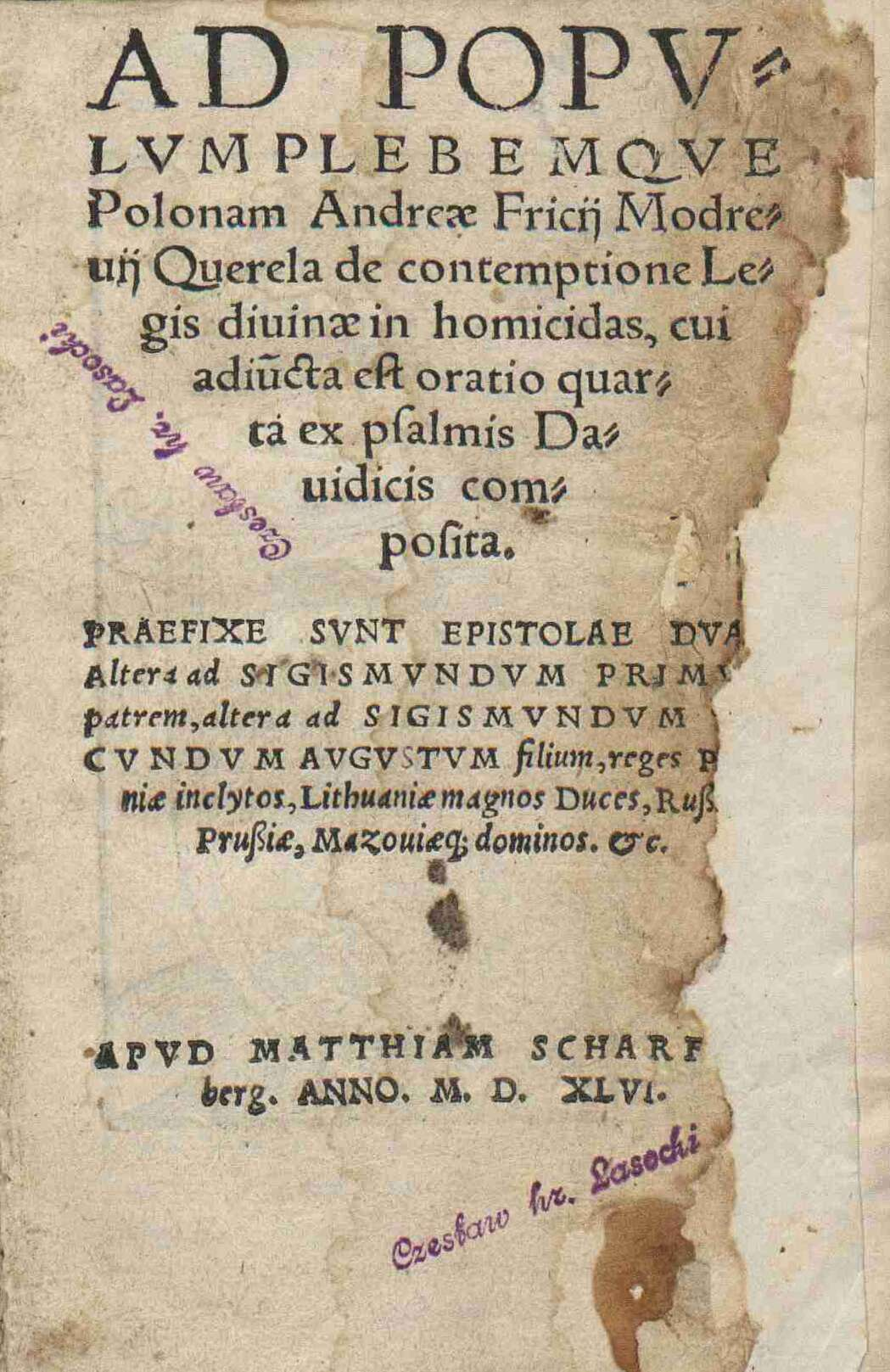
Ad populum plebemque Polonam 1546
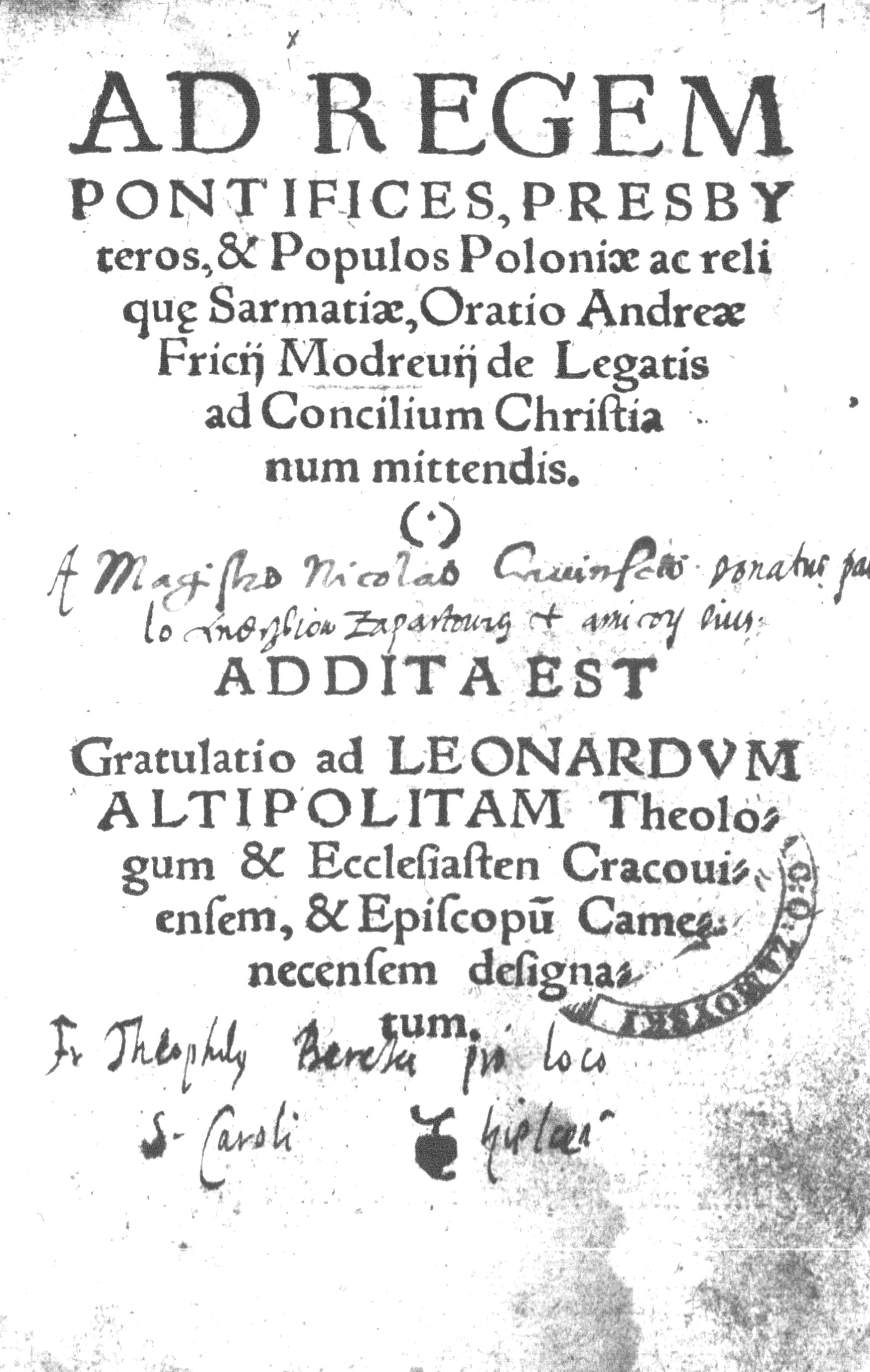
Ad regem pontifices presbyteros et populos Poloniae ac reliquae Sarmatiae 1546
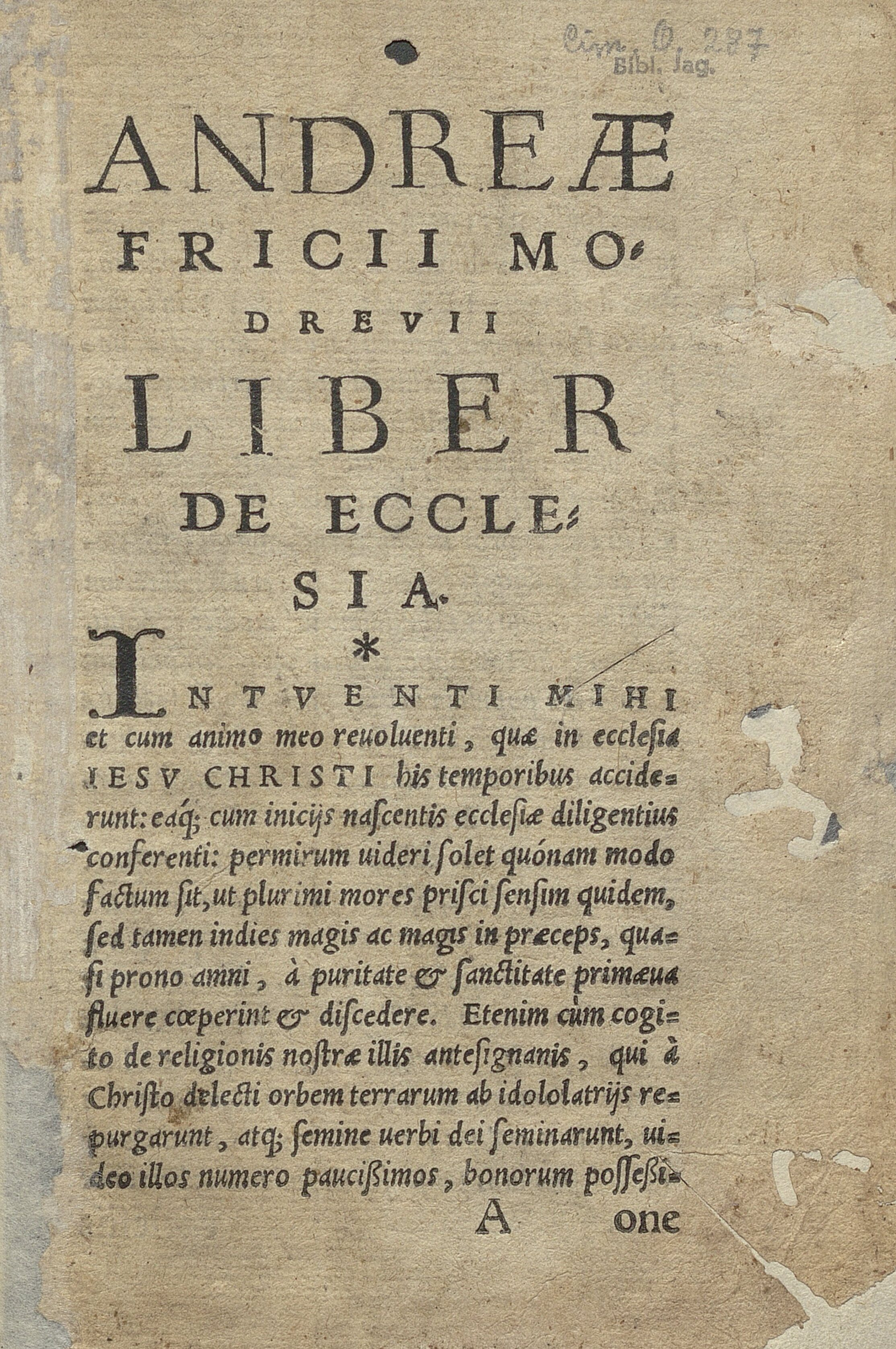
Liber De Ecclesia 1550-1551
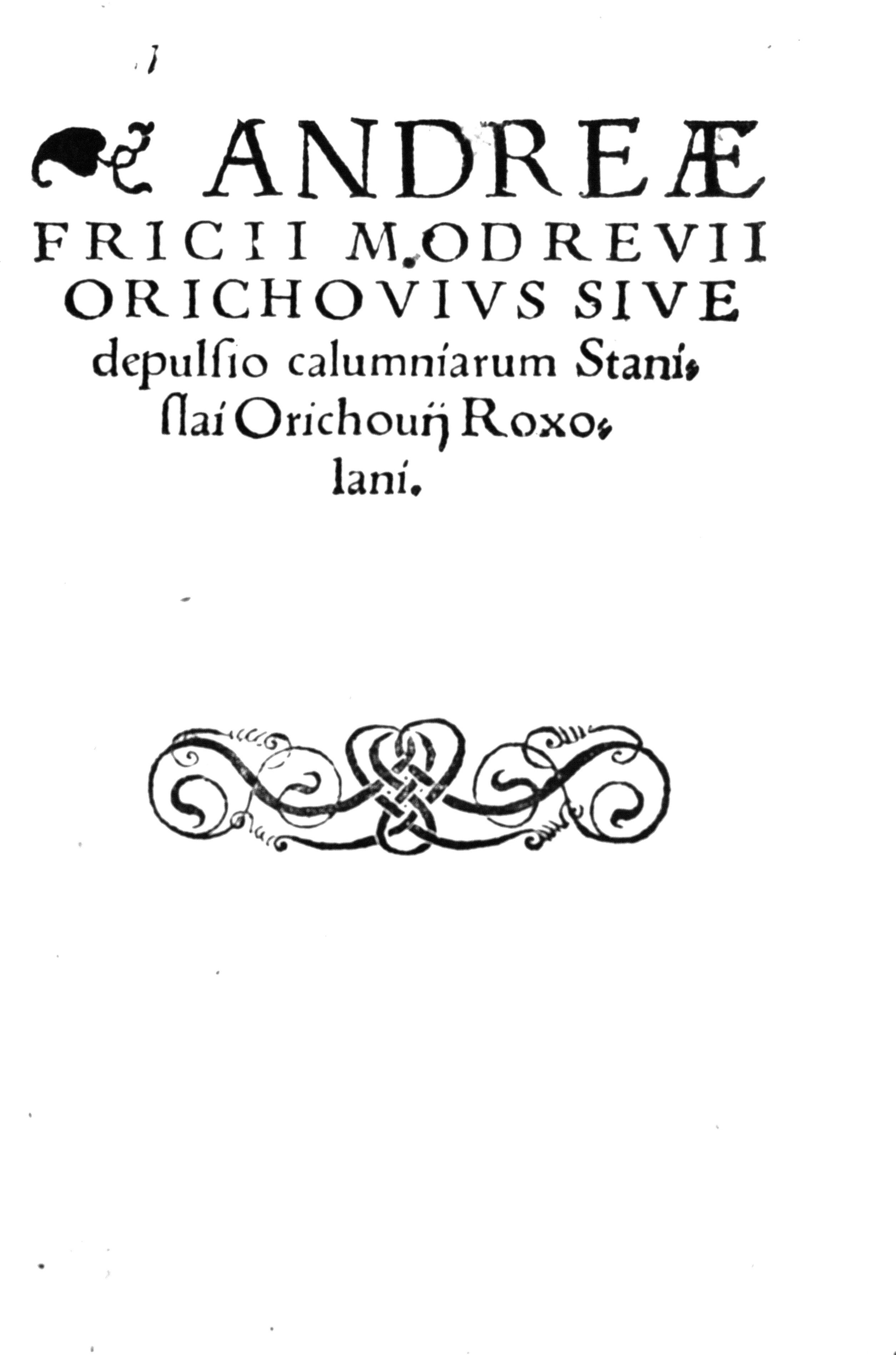
Orichovivs sive depulsio calumniarum Stanislai Orichouij Roxolani (1562)
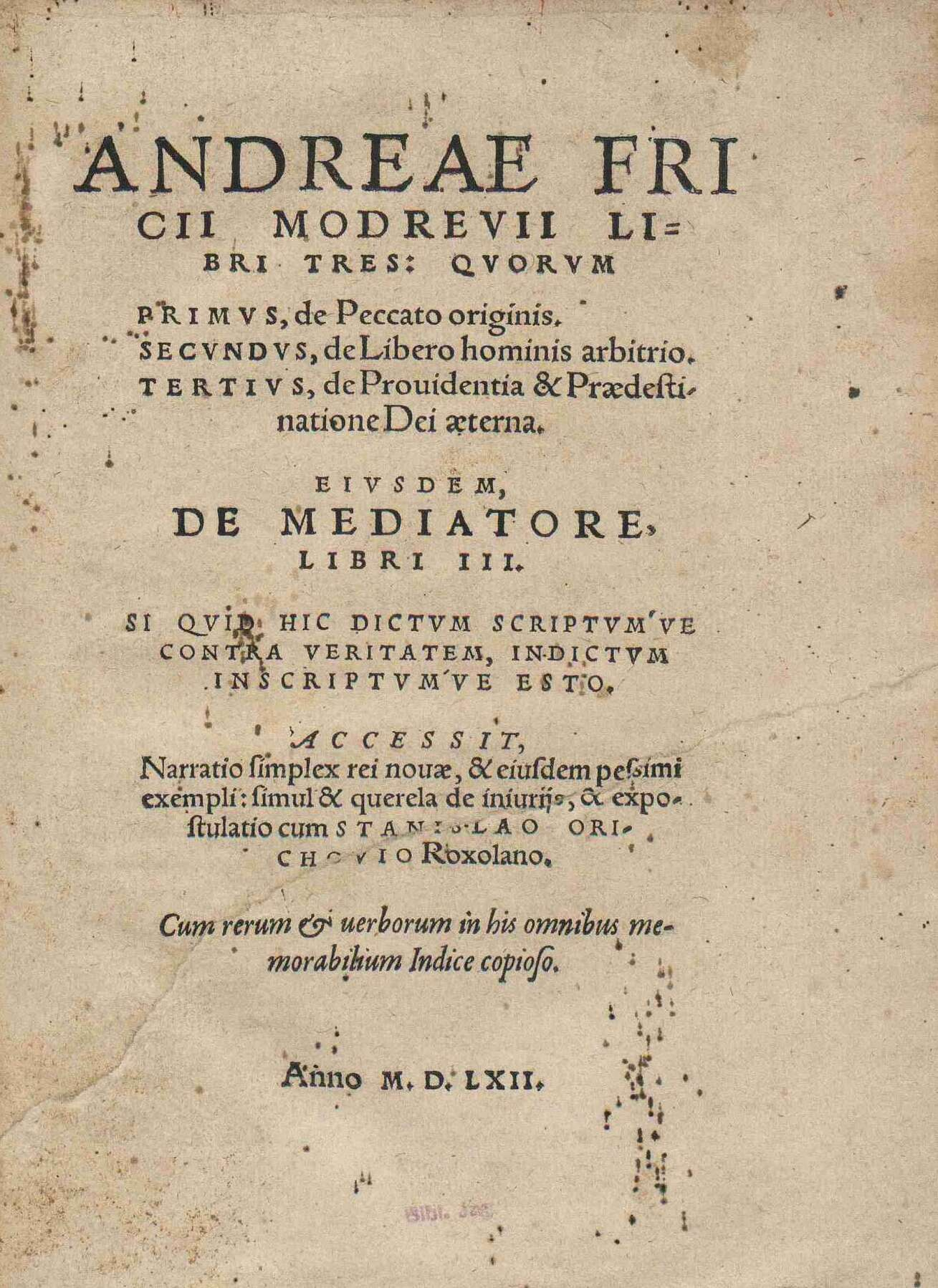
Andreae Fricii Modrevii Libri tres 1562
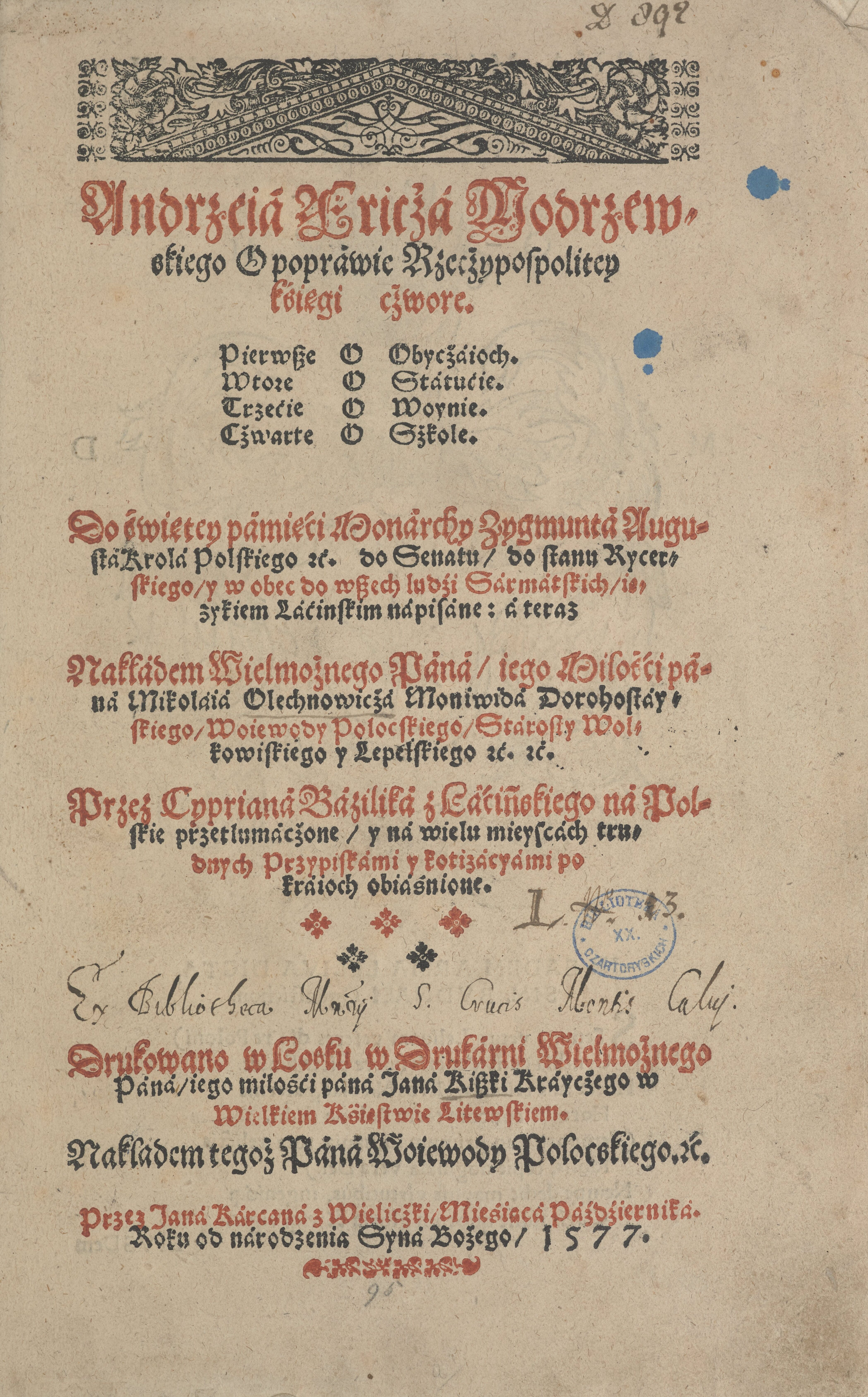
O poprawie Rzeczypospolitey księgi czwore 1577
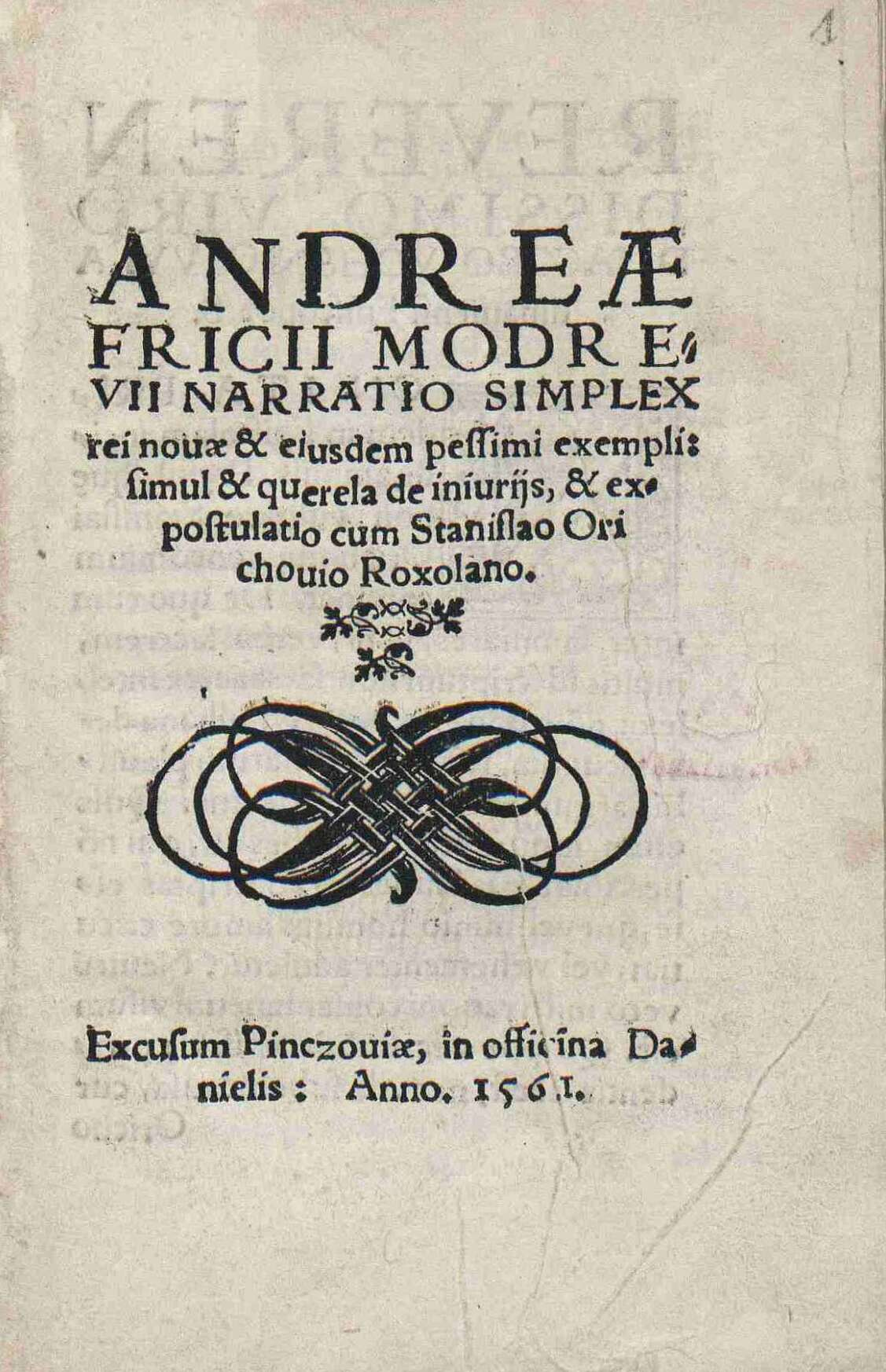
Narratio simplex rei nouae et eiusdem pessimi exempli 1561
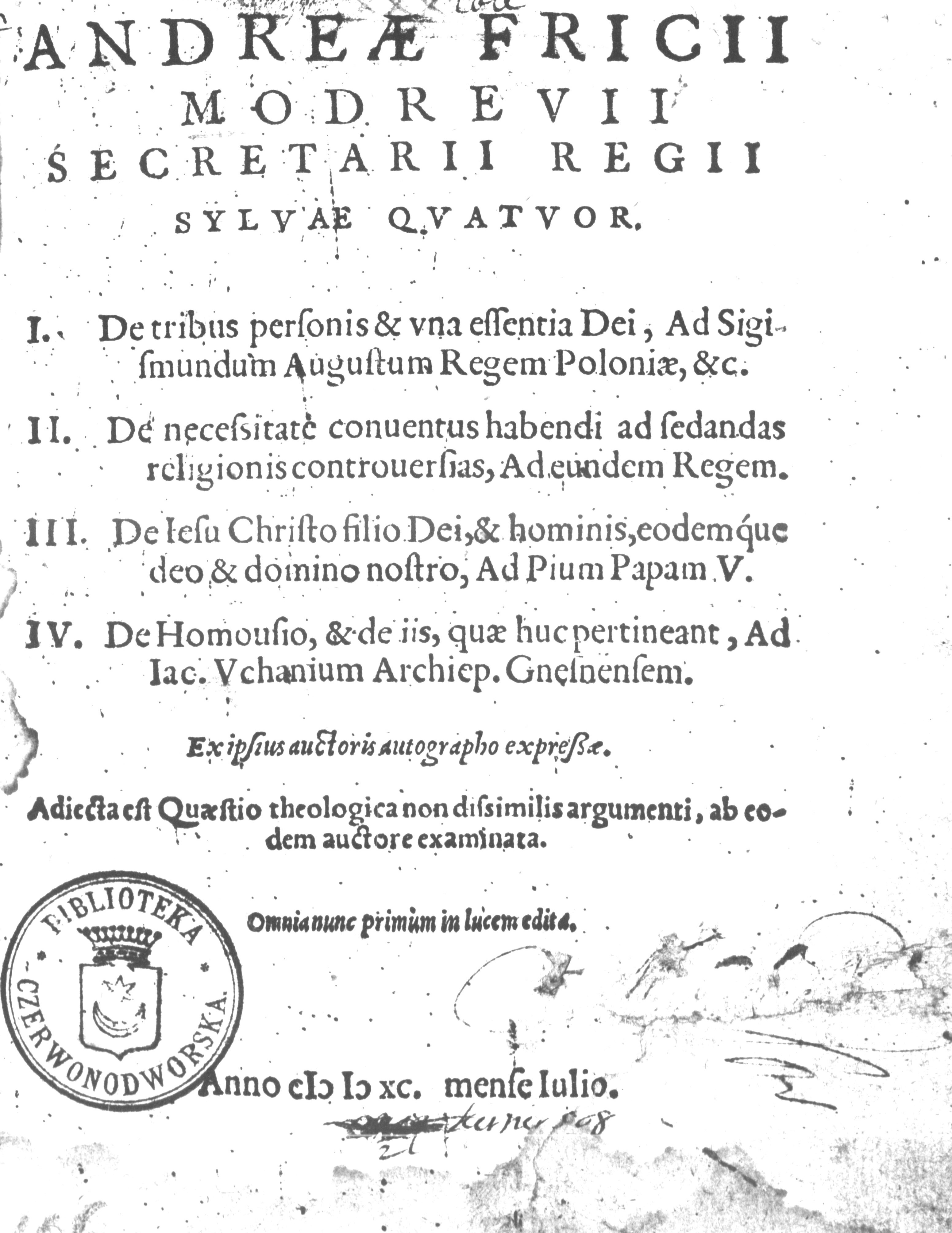
Sylvae qvatvor 1590

## Upamiętnienie

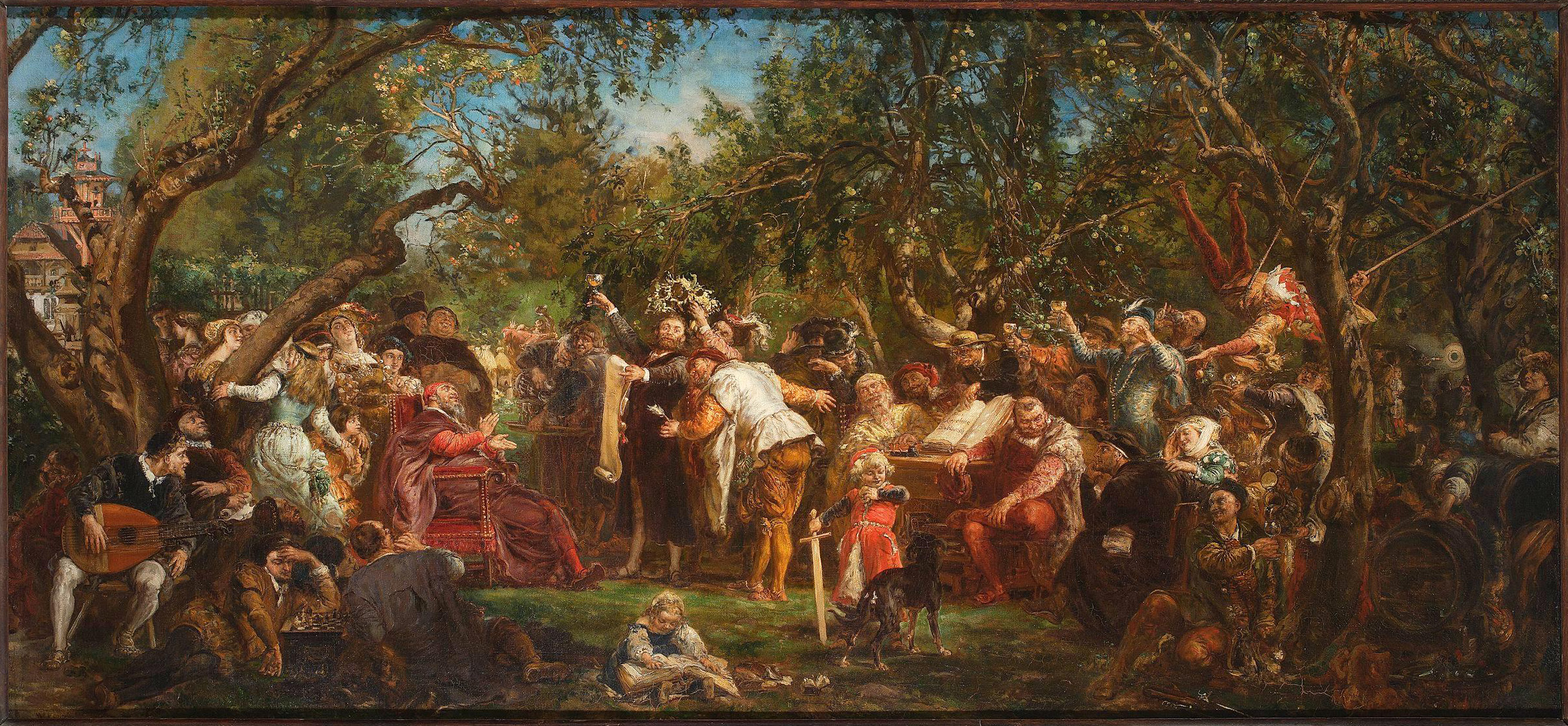
Jan Matejko Rzeczpospolita Babińska, 1881, Muzeum Narodowe w Warszawie, na obrazie Stanisław Pszonka w koronie ze słoneczników, arcybiskup gnieźnieński Mikołaj Dzierzgowski siedzi w fotelu, poeta i sekretarz królewski Andrzej Trzecieski z piórem w ręku obok Pszonki, wojewoda lubelski Piotr Firlej siedzi przy stoliku, Andrzej Frycz Modrzewski siedzi obok Firleja, Piotr Kaszowski w słomianym kapeluszu, Mikołaj Rej wsparty o stolik, ksiądz i pisarz Stanisław Orzechowski rozmawia z Rejem, jego żona Magdalena Chełmska huśta się obok, lutnista królewski Valentin Bakfark i lekarz-filozof Sebastian Petrycy siedzą na lewo pod drzewem, Jan Kochanowski z kronikarzem Marcinem Bielskim grają w szachy, heraldyk Bartosz Paprocki siedzi roześmiany za grającymi w szachy, ze wzniesionymi kielichami stoją magnaci: Jan Łaski, Mikołaj Oleśnicki i stolnik sandomierski Stanisław Lupa Podlodowski

Jego imię nosi powstała w 2000 r. Krakowska Akademia (obecnie Uniwersytet Andrzeja Frycza Modrzewskiego w Krakowie), a także XVII LO w Warszawie, II LO w Rybniku, II LO we Włodawie, Szkoła Podstawowa nr 5 w Piotrkowie Trybunalskim, Szkoła Podstawowa nr 164 w Łodzi, Szkoła Podstawowa w Trzepnicy oraz Szkoła Podstawowa nr 2 w Brzezinach.
W 2003 r. z okazji 500. rocznicy urodzin Andrzeja Frycza Modrzewskiego Poczta Polska wydała w nakładzie 400 tys. sztuk upamiętniający go znaczek pocztowy o nominale 1,20 zł.
15 czerwca 2012 r. Sejm RP w związku z przypadającą w tym roku 440. rocznicą śmierci Andrzeja Frycza Modrzewskiego na drodze aklamacji przyjął uchwałę, w której uczcił jego pamięć oraz wyraził uznanie dla dorobku twórczego.
W Szczecinie, Gdańsku, Bytomiu, Mysłowicach, Wrocławiu i Włodawie jego imieniem nazwano jedną z ulic.
Został uwieczniony na obrazie Jana Matejki pt. Rzeczpospolita Babińska.

## Wydania polskie dzieł Modrzewskiego
Pełne i jedyne jak dotąd w języku polskim wydanie dzieł wszystkich Andrzeja Frycza Modrzewskiego ukazało się w latach 50 XX w. w opracowaniu Komitetu Redakcyjnego Dzieł Modrzewskiego, pod przewodnictwem prof. dra Stefana Żółkiewskiego.
- Tom pierwszy: O poprawie Rzeczypospolitej (PIW, 676 s., Warszawa, 1953)
- Tom drugi: Mowy (PIW, 230 s., 1954)
- Tom trzeci: O Kościele księga druga (PIW, 430 s., 1957)
- Tom czwarty: Pisma 1560 – 1562 (PIW, 370 s., 1957)
- Tom piąty: Sylwy (PIW, 312 s., 1959)

Wszystkie tomy poprzedzone są wstępem prof. Łukasza Kurdybachy.

## Odniesienia w kulturze
- Królowa Bona – polski serial telewizyjny z 1980. W rolę Andrzeja Frycza Modrzewskiego wcielił się Marek Kondrat.

## Wybrana bibliografia przedmiotu
- Dziedzictwo Andrzeja Frycza Modrzewskiego w myśli politycznej i humanistycznej. Red.: Jerzy Kukulski. Toruń 2004.
- Stanisław Piwko: Frycza Modrzewskiego reforma państwa i kościoła. Warszawa 1979.
- Andrzej Frycz Modrzewski i problemy polskiego Odrodzenia. Red.: Tadeusz Bieńkowski. Wrocław – Warszawa – Kraków 1974.
- Andrzej Frycz Modrzewski. Bibliografia. Zestawiona przez Pracownie Biografii Staropolskiej Instytutu Badań Literackich. Wrocław – Warszawa – Kraków 1962.
- Łukasz Kurdybacha: Ideologia Frycza Modrzewskiego. Warszawa 1953.
- Stanisław Kot: Andrzej Frycz Modrzewski: studium z dziejów kultury polskiej w. XVI. Kraków 1919.
- Władysław Knapiński: Andrzej Frycz Modrzewski jako teolog. Warszawa 1881[12].
- Antoni Małecki: Andrzej Frycz Modrzewski. „Biblioteka Ossolińskich” 1864
- Józef M. Ossoliński: Andrzej Frycz Modrzewski. W: Tegoż: Wiadomości historyczno-krytyczne do dziejów literatury polskiey, o pisarzach polskich, także postronnych, którzy w Polscze albo o Polscze pisali, oraz o ich dziełach z roztrząśnieniem wzrostu i różney kolei ogólnego oświecenia, jako też szczególnych nauk w narodzie polskim. T. 4. Kraków 1852, s. 71.